# تي. ر. بيرسون
تي. ر. بيرسون (بالإنجليزية: T. R. Pearson)‏ (1956)؛ روائي أمريكي.